# Nicolás Bravo (đô thị)
Nicolás Bravo là một đô thị thuộc bang Puebla, México. Năm 2005, dân số của đô thị này là 5489 người.